# Blaine Anderson
Blaine Devon Anderson es un personaje de ficción de la serie de comedia estadounidense Glee. El personaje es interpretado por el actor Darren Criss, y ha aparecido en Glee desde el sexto episodio de la segunda temporada, como el líder cantante, de The Warblers de la Academia Dalton, el rival del Glee Club principal de la serie, New Directions.

## Argumento

### Segunda Temporada
Blaine Anderson se presenta en el episodio "Never Been Kissed" como el solista principal de Dalton Academy Warblers. Conoce a Kurt Hummel (Chris Colfer), un miembro del club rival Glee New Directions. Cuando Kurt le pregunta a Blaine si es gay, Blaine le responde que sí; Kurt le dice a Blaine que está siendo acosado en la escuela por ser gay, y Blaine revela que él también fue hostigado en su antigua escuela, por lo que fue transferido a la Academia de Dalton, que impone una política de no acoso escolar. Blaine se hace amigo de Kurt y lo ayuda a enfrentarse a su torturador, Dave Karofsky (Max Adler). Cuando las amenazas y la violencia contra Kurt alcanzan un nivel peligroso, se transfiere a la Academia Dalton. Él se enamora de Blaine, quien inicialmente no se da cuenta de los sentimientos de Kurt incluso a medida que su amistad crece. Blaine solicita la ayuda de Kurt para serenata a su enamorado Jeremiah (Alexander Nifong), el asistente del gerente en una tienda local de Gap. Jeremías es posteriormente despedido y rechaza a Blaine. Kurt confiesa sus sentimientos, y Blaine le dice a Kurt que se preocupa por él, pero es terrible en el romance y no quiere arriesgarse a dañar su amistad. 
Kurt y Blaine asisten a una fiesta organizada por la capitana de New Directions Rachel Berry (Lea Michele). Los asistentes juegan a girar la botella, lo que hace que Rachel y Blaine se besen. En el período subsiguiente, Blaine se pregunta si podría ser bisexual y tiene una cita con Rachel. Cuando ella lo besa de nuevo mientras ambos están sobrios, él concluye que él es realmente gay, lo que alivia a Kurt.
Después de enterarse de la ignorancia de Kurt sobre los asuntos sexuales, Blaine visita al padre de Kurt, Burt (Mike O'Malley), y le pide que le dé a Kurt "la charla" sobre el sexo. Mientras los Warblers se preparan para actuar en la competencia regional de coros de espectáculos, Kurt admite que está celoso de cuántos solos obtiene Blaine. En una reunión de grupo posterior, Kurt llega tarde y anuncia que el canario de la mascota del grupo está muerto; Canta "Blackbird" en honor al ave. Mientras Kurt está cantando, Blaine tiene una revelación, y luego le dice a Kurt que le corresponde sus sentimientos y lo besa. En Regionals, los dos cantan un dueto de "Velas" de Hey Monday. Los Warblers pierden ante New Directions, pero mientras Kurt está muy decepcionado, Blaine le dice que a pesar de que perdieron, en realidad se ganaron unos a otros, lo que hace que valga la pena perder a los Regionales. Después de que Kurt se transfiere a McKinley, invita a Blaine a ser su cita en su baile de graduación en "Prom Queen"; ambos se sorprenden cuando Kurt gana Prom Queen debido a que recibió un número abrumador de votos no deseados por escrito en la votación secreta. Karofsky, el Rey del baile, se marcha para evitar bailar con un chico en el baile tradicional entre el Rey y la Reina, y Kurt baila con Blaine en su lugar. Después de que Kurt regresa de los Nacionales en Nueva York, él y Blaine admiten su amor mutuo.

### Tercera temporada
En el primer episodio de la tercera temporada, "The Purple Piano Project", Blaine se transfiere a McKinley High al comienzo de su tercer año para estar más cerca de Kurt, quien es un senior, y se une a New Directions. Más tarde realiza una audición para el papel de Bernardo en el musical de la escuela West Side Story, para no competir contra Kurt, quien quiere interpretar al protagonista masculino, Tony, pero es elegido como el mismo Tony. En el episodio "The First Time", Blaine es perseguido por Sebastian Smythe (Grant Gustin), un nuevo miembro de Dalton Academy. Kurt y Blaine se encuentran con Sebastian en un bar gay, Blaine se emborracha y luego trata de que Kurt tenga sexo con él en el auto. Kurt se niega, tienen una pelea, y Blaine decide caminar a casa. Después de la noche de apertura de West Side Story, se disculpan entre sí y deciden ir a la casa de Blaine. Más tarde se muestran juntos en la cama, aparentemente teniendo sexo por primera vez. Cuando New Directions y los Warblers compiten de manera informal en "Michael" para determinar qué club puede interpretar la música de Michael Jackson en el próximo show regional de coros, Sebastian lanza un batido que contiene sal de rock a Kurt, pero Blaine se interpone y recibe un golpe en el ojo; Su córnea está muy rayada y requiere cirugía. Su ojo se cura, y regresó a tiempo para que New Directions derrotara a los Warblers en las Regionales. El hermano mayor de Blaine, Cooper (Matt Bomer), un exitoso actor en comerciales, visita Ohio y los dos logran un acercamiento. La relación de Blaine con Kurt luego se ve tensa cuando Kurt coquetea con un chico que conoció mientras se preparaba para su audición en NYADA, y por el ansia de Kurt de irse a Nueva York después de la graduación, lo que los separaría al menos hasta que Blaine se graduara el año siguiente. Los dos arreglan las cosas, el club Glee gana en los Nacionales y la pareja sigue siendo una pareja al final del año escolar, aunque Blaine todavía está inquieto por la prolongada separación física que enfrentan. 

### Cuarta temporada
En el primer episodio de la cuarta temporada, "The New Rachel", Blaine se convierte en el cantante principal de New Directions e incita a Kurt a seguir sus sueños en la ciudad de Nueva York. Además, Blaine se postula con éxito para el presidente de la clase sénior con Sam (Chord Overstreet), y los dos posteriormente desarrollan una amistad. Kurt se aleja inadvertidamente de Blaine debido a su pasantía en Vogue.com; Afligido y sintiéndose aislado de sus amigos, Blaine engaña a Kurt. Después de confesarle a Kurt su infidelidad, Kurt corta todos los lazos. Hunter Clarington (Nolan Gerard Funk), el nuevo capitán de los Warblers de la Academia de Dalton, roba el trofeo de los New Directions Nationals. Cuando Blaine va a la Academia Dalton para recuperarlo, Hunter y Sebastian intentan seducir a Blaine para que regrese a los Warblers. Blaine entra en conflicto, creyendo que no pertenece a New Directions. Sam finalmente lo convence de que, a pesar de haber hecho algo malo con Kurt, Blaine sigue siendo una buena persona y un miembro importante de New Directions. Kurt comienza a reparar su relación en "Acción de Gracias", justo antes de que New Directions pierda en las competencias seccionaled con los Warblers, y pasen juntos la Navidad en la ciudad de Nueva York. A pesar de que él y Kurt continúan en buenos términos, Blaine se encuentra enamorado de su mejor amigo, Sam, que sabe que no logrará nada porque sabe que Sam no es gay; los dos se unieron para encontrar evidencia de que los Warblers hicieron trampa en las Seccionales, lo que significa que New Directions competirá en las Regionales. Termina yendo al baile de Sadie Hawkins con Tina Cohen-Chang (Jenna Ushkowitz), quien se ha enamorado de él, pero solo como amigos. Cuando Kurt viene a Lima para la boda del director del club Glee, Will (Matthew Morrison) y Emma (Jayma Mays), que Emma huye, él y Blaine se besan de antemano y duermen juntos después, aunque no reanudan una relación permanente.

### Quinta temporada
En el estreno de la temporada, "Love ,Love ,Love", Blaine y Kurt aceptan ser novios nuevamente. Blaine todavía quiere casarse con Kurt, y presenta una propuesta de matrimonio elaborada y exitosa en la Academia Dalton donde él y Kurt se conocieron, acompañados por New Directions, y todos sus grupos de coros de espectáculos rivales, incluidos los Warblers. Blaine audiciona para NYADA y es aceptado. New Directions ocupa el segundo lugar en los Nacionales, y Sue la disuelve por no ser campeones. Blaine se gradúa como estudiante de clase y luego se muda a Nueva York para estar con Kurt. Comienzan a vivir juntos, pero aunque siguen comprometidos, Blaine finalmente se muda porque los dos se dan cuenta de que todavía necesitan su propio espacio. La relación entre ellos pasa por parches rocosos, incluida la inseguridad de Blaine cuando Kurt se vuelve popular en la escuela, y cuando un socialite influyente y un partidario de NYADA escuchan a Blaine actuar y se interesa en su futura carrera, aunque Kurt no la impresiona y, en última instancia, trata de hacerlo. Romperlos, aunque ella falla y finalmente los apoya a ambos. Su compromiso se fortalece al capear estas tormentas, y Blaine se muda con Kurt.

### Temporada seis
Blaine regresa a Lima después de que Kurt terminó su compromiso, tan desanimado que su trabajo escolar sufrió y fue cortado por NYADA. Se convierte en el entrenador de los Dalton Academy Warblers y comienza a salir con Dave Karofsky después de un encuentro casual en el bar gay local. Kurt, al darse cuenta de que todavía ama a Blaine y lamentando haber terminado el compromiso, organiza su semestre fuera del campus de NYADA en Lima, ayudando a Rachel a entrenar un New Directions restablecido: Will había dejado a McKinley High para entrenar a Adrenalina Vocal. Desafortunadamente, para cuando llega, Blaine y Karofsky ya son pareja, y hay más tensión entre Kurt y Blaine como entrenadores de coros de espectáculos rivales. En "The Hurt Locker, Part Two", Sue, que "envía a Klaine" y está desesperada porque Kurt y Blaine se reúnan, los encierra en un falso ascensor y se niega a dejarlos ir hasta que se besen. Después de resistir durante muchas horas, Blaine y Kurt comparten un apasionado beso, pero no se reúnen después. En "Transición", Blaine canta un dueto con Kurt, "Somebody Loves You", y luego, besa a Kurt. Al día siguiente, Blaine, sabiendo que todavía está enamorado de Kurt, rompe con Karofsky; Sin embargo, Kurt todavía está viendo a un hombre mayor, Walter. En "Una boda", Kurt le dice a Walter que él va a la boda de Brittany y Santana con Blaine, no con él, y siguiendo el consejo de Walter, regresa a Blaine; los dos vuelven a ser pareja. En la boda, Brittany insiste en que Kurt y Blaine se casen junto a ella y Santana. Aunque escépticos al principio, Kurt y Blaine están de acuerdo y se casan, con Burt oficiando la ceremonia conjunta. La Academia Dalton se quema en "The Rise and Fall of Sue Sylvester", y los Warblers que se transfieren a McKinley son aceptados en New Directions, con Blaine acompañando a Rachel y Kurt como entrenadores del club Glee combinado. En el final de la serie, "Dreams Come True", después de que New Directions gana los Nacionales, Blaine y Kurt se van a Nueva York, con Blaine asistiendo a NYU y Kurt regresando a NYADA junto con una Rachel reincorporada. El episodio avanza hasta 2020, y se demuestra que Blaine y Kurt son actores y una pareja de famosos; También visitan escuelas para entretener y hablar de aceptación. Rachel, quien está casada con Jesse, está embarazada de la hija de Blaine y Kurt.

## Desarrollo

### Casting
Blaine es interpretado por el actor Darren Criss, quien había audicionado para Glee varias veces para varios papeles antes de que se creara el personaje Blaine. Originalmente hizo una audición para interpretar a Finn Hudson. Criss hizo varios videos de audición para Glee, de los cuales publicó solo uno en el sitio web de redes sociales MySpace, donde cantó una versión de la canción de Bill Withers "Lean on Me". Aunque los escritores de la serie los han visto, los considera complementarios a su audición principal, que fue para el creador de la serie Ryan Murphy. Murphy no había visto ninguna de las anteriores audiciones de Criss, pero sabía que era el actor adecuado para Blaine tan pronto como veía a esta. El actor se cortó el pelo largo antes de la audición, para adaptarse al papel "serio".
Antes de la producción de la segunda temporada, circulaban rumores de que los próximos episodios mostrarían un interés amoroso por Kurt. El fanático inicial y las especulaciones de los medios sugirieron que Sam Evans (Chord Overstreet) fue creado para cumplir este rol; sin embargo, según Overstreet, la historia de Sam lo emparejó rápidamente con Quinn Fabray (Dianna Agron) como resultado de la química que los productores detectaron entre él y Agron. En septiembre de 2010, se confirmó que Criss se uniría al programa en un "nuevo rol gay del que tanto se habla". La especulación de los medios sugirió que Blaine sería el nuevo interés amoroso de Kurt. Su descripción original del personaje fue: "un estudiante gay lindo y carismático de un club rival de Glee llamado Dalton Academy Warblers - mantendrá una amistad estrictamente platónica con el alumno más destacado y orgulloso de McKinley High. ¿Pero eso podría cambiar a medida que avanza la temporada? Sí, podría". Murphy declaró que el arco de Blaine sería significativo. Explicó: "De alguna manera se convierte en el mentor de Kurt y luego tal vez el amor [...] Kurt realmente lo admira y lo respeta".
Luego de sus primeras apariciones, se informó que Criss había sido confirmado como un personaje regular de la serie por el resto de la segunda temporada y por la tercera temporada de Glee. Esto se basó en los comentarios de Murphy, quien dijo: "Darren se ha convertido en una sensación en una semana, algo que me encanta. Creo que hay un hambre para él y un modelo de rol de relación positiva. Definitivamente continuará durante todo el año y más". Sin embargo, el actor luego negó que su rol hubiera sido mejorado y dijo:" Nunca me lo confirmaron oficialmente. Creo que la opción está ahí y que quieren mantener a Blaine cerca". Murphy reveló que Blaine puede unirse a New Directions durante la tercera temporada. Criss esperaba que esto no sucediera, ya que disfruta estar en la Academia Dalton, pero admitió: "no es mi decisión. Me complace servir la historia que quieran". Para la tercera temporada de Glee, Criss fue promovido a una serie regular, y Blaine se unió a New Directions cuando se transfirió a McKinley High para estar con Kurt.

### Relaciones
La relación Kurt-Blaine, a veces referida como "Klaine" por los fanáticos de Glee y los medios de comunicación, se desarrolló lentamente. Como líder de la serie, Murphy se sintió en la tarea de mantener a los dos separados el mayor tiempo posible. Inicialmente, no estaba seguro de si la relación se convertiría en una relación romántica y tenía la intención de evaluar la respuesta del público a su amistad antes de planificar futuros desarrollos. Comentó: "Una parte de mí piensa que debería ser el novio, una parte de mí cree que debería ser solo un mentor. No quería decidir eso hasta que nos metimos en la mitad de la temporada". En diciembre de 2010, Colfer dijo: "Los fanáticos realmente quieren que suceda. Es gracioso la cantidad de gente que quiere ver a estos chicos juntos. Ya veremos". Basado en la química de los personajes y el "clamor inmediato" de los fanáticos. quien quería verlos como pareja, Murphy decidió que Blaine se convirtiera en el interés amoroso de Kurt. Criss anotó: "Todos queremos ver a Kurt feliz, y como todas las grandes historias de amor, si tienes dos personas que pueden estar juntas, tienes que aguantarlo".
Teniendo en cuenta el futuro potencial de Blaine y Kurt, Murphy planeaba tratarlos igual que a todas las demás relaciones de Glee, al hacer que su pareja sea "tan defectuosa y tan expuesta como la de todos los demás". Este sentimiento fue reafirmado por el productor ejecutivo Brad Falchuk , después de los personajes se besan por primera vez. Reveló que su relación no sería fluida y observó que una vez que las parejas comienzan a salir, "Todo se va al infierno". Colfer sugirió que Kurt, al regresar a McKinley, podría causar dificultades en su relación, pero observó que "la distancia hace que el corazón crezca". ¿Qué es lo que me dicen? Así que incluso si atraviesan algunos baches en la carretera, sería muy realista". En una sesión de preguntas y respuestas con Billboard, el día" Born This Way ", con Kurt's McKinley. Al regresar, Criss declaró que Blaine y Kurt estaban "en la etapa de luna de miel" de su relación y que aún estarían "al final de la [segunda] temporada".
En una entrevista de julio de 2012 con E! Noticias, Colfer dijo: "Me gustaría hacer algo más que decir 'Te quiero', y creo que Darren [Criss] y yo estamos de acuerdo en eso. Estamos listos para el siguiente paso. Han estado juntos por un tiempo "Vamos a echar un poco de especia y drama en eso". Colfer dijo que no sabía lo que le esperaba a la pareja: "Escuché cosas contradictorias. Escuché que todavía están juntas, pero quizás se están separando". En septiembre de 2012, Criss secundó a Colfer "Ahora somos como un viejo matrimonio. ¡Vamos a sacudirlo!".
En una entrevista de julio de 2012 con E! News, Colfer dijo: "Me gustaría hacer algo más que decir 'Te quiero', y creo que Darren [Criss] y yo estamos de acuerdo en eso. Estamos listos para el siguiente paso. Han estado juntos por un tiempo "Vamos a echar un poco de especia y drama en eso". Colfer dijo que no sabía lo que le esperaba a la pareja: "Escuché cosas contradictorias. Escuché que todavía están juntas, pero quizás se están separando". [58] En septiembre de 2012, Criss secundó a Colfer ". Ahora somos como un viejo matrimonio. ¡Vamos a sacudirlo!". En el episodio de la segunda temporada "Sexy", Blaine revela que tiene una relación tensa con su padre.

## Recepción
Criss ha recibido críticas mayormente positivas de críticos de televisión. Ellen DeGeneres elogió la interpretación de Criss y lo describió como una de las estrellas de Glee. Entertainment Weekly lo nombró una de las estrellas destacadas de 2010, con el comentario: "Glee tardó unos 2 minutos y 11 segundos en convertirse en un fenómeno Gleek de buena fe. Y no duele". que la cálida relación de su personaje Blaine con el otro personaje abiertamente gay, Kurt de Chris Colfer, continúa resonando con los fanáticos ". En noviembre de 2010, la publicación también nombró a Criss como la mejor estrella invitada de la serie hasta la fecha, y lo elogió por "entrar a la perfección con su encanto y su gran voz". Ronayne lo consideró "una adición mucho mejor al espectáculo que Chord Overstreet". Después de su debut en Glee, Criss ganó el Premio Somos Wilde About You Rising Star en los Premios Dorian 2011, presentado por la Asociación de Críticos de Entretenimiento para Gays y Lesbianas. También ganó el Premio Teen Choice Award 2011 por Estrella invitada.
Indeciso sobre su sexualidad en el episodio "Blame It on the Alcohol" provocó algunas críticas negativas de Blaine. Reiter señaló que "gran parte del encanto de Blaine ha sido su certeza sobre quién es él". A pesar de que encontró su argumento secundario con Rachel "divertido", comentó: "El discurso exagerado de Blaine en la cafetería después de que Rachel lo invitó a sentirse mal. Decir "adiós" a la historia de la confusión sexual de Blaine no nos haría enojar en absoluto". Todd VanDerWerff de The AV Club también criticó la trama, que, escribió, "parecía que podría ser una mirada interesante y complicada a la sexualidad adolescente y cómo puede parecer formada, pero podría ser más fluida de lo que la mayoría de los adolescentes le daría crédito, luego perdió su valor y tomó la salida fácil". Chris O'Guinn, de AfterElton.com, sintió que el único aspecto de la historia manejada de manera aceptable era que Blaine cuestionaba si era bisexual, en lugar de ser francamente directo. Criticó el examen superficial de sus sentimientos y escribió: "La bisexualidad es un tema tan polémico que no debería ser confundido de esta manera. Para que un personaje diga 'tal vez soy bi' en una escena y luego en la siguiente pregunta ' no, definitivamente gay 'es casi cruel en cuanto a lo despectivo que es para los bisexuales al trivializar la intensa confusión que sienten muchas personas bisexuales al aceptar su orientación". En una revisión más positiva, Canning opinó que la conversación de Blaine y Kurt sobre la sexualidad fue "genial". Estaba "contento de que no fue una conversación fácil para ninguno de los dos" y dijo que "se sintió muy real para los niños en esta situación".
La relación de Blaine y Kurt ha sido generalmente bien recibida. Fueron nombrados Pareja de televisión favorita en los Premios AfterElton.com 2010, y han sido alabados por "liderar el camino" en representación de adolescentes homosexuales en la televisión por parte de Entertainment Weekly. Jarett Wieselman, del New York Post, se refirió a ellos como "una de las parejas de televisión más queridas". Cuando "finalmente consolidaron lo que realmente es su relación" en el episodio "Silly Love Songs", Robert Canning de IGN notó que su opinión de Blaine había mejorado. Comentó: "Me encanta que [la serenada de Jeremías] estallara en la cara de Blaine. El personaje siempre me ha parecido tan irritantemente arrogante, pero" Canciones de amor tontas "humanizaron al tipo. Supongo que es posible que ahora deba gustarle". Su primer beso, en el episodio "Original Song", fue recibido con gran éxito de crítica. Mark Perigard de The Boston Herald escribió: "Fue total y dulcemente romántico, y Criss vendió el infierno del momento. Hace mucho tiempo y silenciará a la creciente legión de críticos que estaban descontentos con el ritmo de esta historia". Mandi Bierly, de Entertainment Weekly, quedó tan impresionada con la escena que al principio le preocupó que pudiera ser una secuencia de sueños" porque no tenemos primeros besos románticos y sin disculpas entre los jóvenes personajes homosexuales en la red de televisión ". Ella escribió:"Las relaciones no son fáciles. Cometerán errores. Pero si se mantienen fieles a sí mismas y continúan siendo tan abiertas y honestas entre nosotros, nos espera algo especial". Kevin Fallon de The Atlantic pensó que el beso era "dulce", y declaró que estaba complacido de que no atrajera ninguna controversia en absoluto. Aly Semigran de MTV elogió la relación entre Blaine y Kurt. Llamó a la escena del beso un "momento dulce, real y, sorprendentemente, sin exageraciones", y elogió a Criss y Colfer por "manejarlo con dignidad y honestidad".
Mientras Lesley Goldberg de The Hollywood Reporter estaba complacida con la transferencia de la tercera temporada de Blaine a McKinley, en el primer episodio aumentó el tiempo de pantalla de Criss con Colfer y el elenco de New Directions, dijo que el movimiento "grita de co-dependencia". En contraste Abby West, de Entertainment Weekly, le pareció romántico, y señaló: "Blaine y Kurt, con su incipiente amor y sus ingeniosas formas pseudo-urbanas, son mi pareja favorita para ver. ... Espero escuchar a [Blaine] cantar más". Varios críticos no estaban contentos con la revelación del segundo episodio de que Blaine era una junior, no una senior como Kurt, como se había implícito en La temporada anterior. VanDerWerff escribió que Blaine "parece haberse vuelto más joven a la vez y tuvo un trasplante de personalidad completo durante el verano", Rae Votta de Billboard notó "el punto de la trama de la continuidad de la continuidad de que es un adolescente y no un adulto". Es su novio", y Samantha Urban de The Dallas Morning News le permitieron mostrar su exasperación:" ¿En serio, Glee? Blaine es un adolescente? Blaine es más joven que Kurt? Bien,muy bien".
Kurt y Blaine toman la decisión de tener relaciones sexuales por primera vez en el episodio "The First Time"; muchos críticos estaban entusiasmados con el hecho de que a una pareja gay se le estaba dando una historia semejante. Canning dijo que "los intentos de Kurt y Blaine de volverse un poco salvajes" y "tratar de crecer más rápido de lo que deberían" fueron "las mejores partes del episodio, ya que se sintieron más realistas". Futterman elogió su salida del bar como una "escena muy fiel y honesta". El colaborador de VanDerWerff y John Kubicek de BuddyTV tuvo problemas con la caracterización de Blaine. Este último afirmó que "simplemente se comporta, sin embargo, los escritores necesitan que se comporte para que la escena funcione", mientras que el primero dijo que la trama de la temporada tres de Blaine "no ha sido mala de ninguna manera, pero se siente como Darren Criss es interpretar a alguien que es bastante diferente al jugador que jugaba la temporada pasada ". A Bell le impresionó la forma en que la relación de los personajes "inspira a los jóvenes gays de una manera que aún no hemos visto en la cadena de televisión" y los llamó "modelos sorprendentes para todos los adolescentes", y el escritor de The Atlantic Kevin Fallon dijo que sí ". Es notable "y un" hito "que" la decisión de los personajes adolescentes gay de perder sus virginidades tiene el mismo peso que la de una pareja heterosexual".